# 馬医
馬医（ばい、朝: 마의）は、2012年10月1日から2013年3月25日まで韓国MBCにて、全50話で放送された17世紀前期から後期までの李氏朝鮮を舞台にしたテレビドラマ。
日本での放送は、2013年3月より6月末の衛星劇場を経て、2013年7月7日から2014年6月29日までNHK BSプレミアムで毎週日曜21時00分に（日本語）吹き替え版で放送された。民放地上波では2016年1月7日からテレビ東京の韓国ドラマ枠「韓流プレミア」で毎週月曜から金曜の8:15〜9:11に放送。

## 概要
『宮廷女官チャングムの誓い』や『イ・サン』、『トンイ』などを手がけたイ・ビョンフンが監督を務める。前作「トンイ」以前の李氏朝鮮の時代を舞台に、白丁から馬の獣医を経て、最終的に王の主治医にまで登り詰めた実在の人物である 白光炫（ペク・クァンヒョン）（1625年 - 1697年）の生涯を描いた作品である。
また、イ・ビョンフン監督が手掛ける作品としてはこの作品より全編にわたりプログレッシブカメラ（通称：30pカメラ）による撮影を行っている。

## あらすじ
17世紀初頭の朝鮮王朝。医官カン・ドジュン（トジュン）とイ・ミョンファン、医女チャン・インジュの3人の若者は身分を超えた絆で結ばれていたが、朝廷内の陰謀に巻き込まれ、友情までも引き裂かれてしまう。イ・ミョンファンの裏切りにより、カン・ドジュンは世子（セジャ）暗殺の罪の濡れ衣を着せられそのまま処刑されてしまう。罪人の息子として生まれたクァンヒョンはすぐに処刑されそうになるが…。

## 登場人物

### 中心人物
- ペク・クァンヒョン - チョ・スンウ/幼少期：アン・ドギュン

実在した朝鮮の漢方外科医白光炫（ペク・クァンヒョン）をモデルとした本作の主人公。馬医から御医(王の主治医)になったのは史実であるが、それ以外の設定はフィクションである。
内医院（ネイウォン、宮廷における王族への医療行為を行う部署）の医官カン・ドジュンの息子として生まれたが、奴婢であるペク・ソックに育てられる。ペク・ソックの死後、ある牧場に身を寄せ馬医（現在でいう獣医）となった後、選抜試験の応募資格が廃止された機会をとらえて宮廷の医学生となる。首医（宮廷の医官を束ねる医官）コ・ジュマンに師事、彼が患った附骨疽（化膿性骨髄炎）の除去手術を行うが、術後の破傷風のために死亡という結果となる。王命によって捕縛され、辺境の水軍へ送られる処罰が決まるも、ソンハに説得されて逃亡を果たし都を去る。
逃亡先でサアム道人に師事し、清国で実績を重ね、皇帝の側室が患った附骨疽を外科手術で治してトラウマを克服。3年ぶりに朝鮮へ戻り、オ・ギュテの外科手術を成功させた功績のため特任で医官となる。医官となってからは王族を外科手術を用いて快復させるなどの功績を積み重ね、特任で任官した医官ではなることができないといわれた御医（王の主治医）に王命によって任じられる。
カン・ジニョンとは幼馴染。実父カン・ドジュンと養父ペク・ソックを死に追いやったイ・ミョンファンとは敵対関係にあった。
- カン・ジニョン（ヨンダル／チニョン） - イ・ヨウォン/幼少期：ノ・ジョンイ

ペク・クァンヒョンの幼馴染。奴婢のペク・ソックの娘として生まれたが、ペク・ソックが恩人カン・ドジュンの息子クァンヒョンが殺されるのを阻止するため密かに入れ替えた。後に、イ・ミョンファンは両班であるカン家の家柄を利用するため、カン・ドジュンの娘とされていたチニョンを引き取って育てた。成長すると清国への留学を経て、恵民署（ヘーミンソ、民衆向けの国の治療院）の医女となる。クァンヒョンやコ・ジュマンの広めようとした外科手術に肯定的で、薬価の不当なつり上げを是正しようとした薬契という組織の首班となるなど、方向性がイ・ミョンファンとは異なり、カン・ドジュンと同じであった。クァンヒョンが医官となってからは行動を共にした。
イ・ミョンファンの息子であるイ・ソンハとは姉弟として仲良く育った。
- イ・ソンハ - イ・サンウ/幼少期：ナム・ダルム

イ・ミョンファンの息子。医学習読官、後に司憲府（サホンブ）の役人。優しく正義感にあふれる好青年で、幼いころから一緒に育ったチニョンに密かな恋心を抱いていた。クァンヒョンのことは最初は警戒していたが、徐々に信用していった。父のミョンファンが度々不審な行動をすることに気づき、何度か意見が衝突している。ミョンファンの行いを良しとしていないが、一部では黙認していたことに良心にとがめていた。
- チャン・インジュ - ユソン

恵民署の医女長。クァンヒョンとチニョンの出生の秘密を全て知る人物。一時期、サアムに師事していたことでサアムのことを「師匠」と敬う。また、医学生時代は鍼灸術に優れ「鍼の鬼」と呼ばれた。カン・ドジュンが生きていたころは、イ・ミョンファンを含め3人で一緒に行動していた。
昭顕世子の死の秘密を知ったドジュンが無実の罪を着せられ謀殺されたとき、罪人の後継ぎは連座して殺されてしまうために、これを阻止しようと逃亡の身であったペク・ソックが自身の娘（チニョン）とドジュンの後継ぎであった息子（クァンヒョン）を入れ替えた。これを後にソックから打ち明けられたことで、クァンヒョンとチニョンが「入れ替え子」であることを知っていた。
本編ではクァンヒョンとチニョンを何かと気にかけていたほか、ミョンファンと敵対していたために、一時期医女に降格していた。
- イ・ミョンファン - ソン・チャンミン

本作において一貫して、自らの地位を守らんとクァンヒョンや彼に味方する人々を陥れようと策を巡らせて妨害し、政治的に叩き潰そうとする悪役。ただし、本作の序盤（クァンヒョンが生まれるまで）においては主人公として登場し、彼の歩んできた道が描かれる。
元は馬医の息子として生まれ（つまりクァンヒョンと同じく元馬医）実家において医術に対し類稀なる才覚を見せていたが、それを惜しんだ実父により「より自身の才覚を活かせるように」と、家柄の良い（とはいえ宮廷内では下級）両班のもとへ養子に出された。養家においては自身が馬医家の出身である事を秘匿するように躾けられ、実家の人々にも二度と会ってはならないと厳しく言いつけられ、苦学の末に医学生となる。だが医学生となってのち、優秀な成績を収めても、それゆえにどこからか「馬医出身」のレッテルが漏れて付きまとい、学内においては激しい差別に苦しみ、馬医であったという自らの出自を心より恥じるようになる。同時にその事が原因で実父の死の間際はおろか葬儀すらも「そんな事をすれば自分を妬む者から陥れられて医官でいられなくなる」と、出席を拒否して出ることができなかった。だが医学生時代、それでも自身に分け隔てなく付き合いを持ってくれた、カン・ドジュン、チャン・インジュと知り合い、共に学び、堅い友情を結んだ。しかし昭顕世子の死にまつわる陰謀に巻き込まれ「ただの医官である自分には何もできない」と、それまで生きてきた自分の立場を守るため日和見主義を決め込む。だが逆に陰謀を知り義憤に溢れたカン・ドジュンを止めようとするが止められず、結果として心ならずも親友の謀殺に加担。これを原因としてインジュとの友情も失う。この結果として良心のタガが外れ「友情を喪った自分にはこれしかない」とばかりに富と権力を志向するようになってしまう。
のち内医院の院長を経て、さらに後に首医（スイ、内医院を束ねる医官）となる。内医院の医官であったときにイ・ヒョンイク（昭顕世子を殺害した実行犯）の殺害現場を見たペク・クァンヒョンとカン・ジニョンに追っ手をかけ、その逃亡でペク・ソックが死んだことに間接的に寄与する。自らの地位を守るためにペク・クァンヒョンを陥れたり、師であるコ・ジュマンの鍼治療を妨害するために麻痺性の毒を飲ませる、保身のために左議政のチョン・ソンジョと結託するなどの行動をしている。コ・ジュマンが首医であったときは内医院の院長、コ・ジュマン亡き後は三医司（サミサ）の首医となった。
クァンヒョンに対しては、同じく元馬医である事から、壮絶な近親憎悪や「自分が医師になるために捨ててきたものを、捨てることなく医師になった」というクァンヒョンの立場に対する、猛烈な嫉妬心を併せ抱いている。その全ては前述もした「元馬医」ゆえのコンプレックスが元凶にある。

### 王室の人々
- 顕宗（ヒョンジョン、王様）- ハン・サンジン

朝鮮王朝第18代国王。淑徽王女の兄。民を想い、国を豊かにしてゆこうと心を悩ます優しき王。新たな事を取り入れようとする勢力と、旧体制を守ろうとする勢力に板挟みになり苦悩する。
- 淑徽王女（スッキ、王女） - キム・ソウン

顕宗の妹で王女。「じゃじゃ馬」で、お付きの女官や武官を度々困らせる。チニョンとは気が合うらしく親しく接しており、一緒に街へ出掛けたりもする。飼っていた猫が病気になった際に、クァンヒョンに猫を治療してもらったことから恋心を抱くが、彼と接点を持ったウンソのことを警戒したり、彼がチニョンと相愛関係になったことを知り動揺する。それでも水軍送りが決まったクァンヒョンの逃亡計画を手助けし、彼を友とすることを決め、クァンヒョンとチニョンの恋愛を応援する。
- 明聖王妃 - イ・ガヒョン

顕宗の后で、粛宗（世子）の母。しきたりを守ることに強いこだわりがあり、そのこだわりが原因でペク・クァンヒョンと対立する。
- 世子 - カン・ハンビョル

顕宗の子。最終話では王（粛宗）となっていることが語られている。
- 仁宣大妃 - キム・ヘソン

顕宗の母で孝宗の后。孝宗の政策で宮中が割れてしまったことから、保守的な思想を持つ。
- 仁祖 - ソヌ・ジェドク

昭顕世子と孝宗の父。王位継承権争いによって国が割れることを憂い、昭顕世子を暗殺することをヒョンイクに命じた。
- 昭容チョ氏 - ソ・ヒョンジン

仁祖から寵愛を受けた後宮。昭顕世子を死に追いやった張本人。生前は昭顕世子を敵視し、仁祖に暗殺するよう唆した。
- 孝宗 - チェ・ドクムン

顕宗の父。昭顕世子の死の真相を調査しようとするも、真相にたどり着けなかったと描かれた。
- 昭顕世子 - チョン・ギョウン

孝宗の兄。清国に留学していた。王位継承権で王室内の派閥争いが発展し、国が割れる事を憂いた仁祖の命によって内医院の一部の医官を使い帰国後、病死の扱いで暗殺された。
トジュンが不自然な病状に気付いて救おうと試みるが、全てを理解した上で昭顕世子は手を引くように言う。
- 姜嬪 - キョン・スジン

昭顕世子の妃。世子と共に清国への留学に同行していた。昭顕世子の死後、仁祖の陰謀で非業の死を遂げた。

### 朝廷の人々
- キム・ジャジョム - クォン・テウォン

仁祖の最側近。元領議政（ヨンイジョン）。昭容と手を組んで、昭顕世子の廃嫡を主張した。
- チョン・ソンジョ - キム・チャンワン

左議政（チャイジョン）。派閥の領袖として、イ・ミョンファンらを束ねている。自分の地位を守るためなら何でもやる悪役の立ち位置。
- オ・ギュテ - キム・ホヨン

元右議政（ウイジョン）。イ・ミョンファンが首医のときに顕宗が復帰を望むが、片足に大病を患っており「手の施しようがない」とされた。その後、息子が評判を聞いて連れてきたクァンヒョンによる外科手術を受け、片足を失うのと引き換えに一命を取り止めた。
- ソ・ドゥシク(トゥシク) - ユン・ヒソク

ソ・ウンソの兄で義禁府の長官。イ・ソンハとは若い頃からの友人。妹ウンソが自殺を図った際、身分が高い異性の救命をためらうクァンヒョンに刀を突きつける。ウンソが無事助かったことで、クァンヒョンに恩を返すことを誓う。
- ソ・ウンソ - チョ・ボア

チョン・ソンジョの長男の妻で、義理の娘に当たる。ソ・ドゥシクの妹。夫が病死したため、体面を保つために首吊り自殺を試みるが、クァンヒョンとチニョンに救われる。その際に胸に腫瘍があることが発覚し、クァンヒョンが執刀する外科手術を受ける。

### 内医院・恵民署の人々
- カン・ドジュン（トジュン） - チョン・ノミン

クアンヒョンの実父。
両班の息子だが、貧しい人を救うために医師になった。
医学生の時代にイ・ミョンファンとチャン・インジュと知り合い、友情を結ぶも、昭顕世子の死にまつわる陰謀に巻き込まれたミョンファンによって無実の罪を着せられ、打ち首となった。
- コ・ジュマン（チュマン） - イ・スンジェ

三医司の首医。カン・ドジュンが生きていたころは恵民署の署長。
次の世代を担う若い医師や医学生、クアンヒョンやチニョン達を温かく見守っており、常に貧しき者も病の治療を受けられるようにと願っていた。
若き頃のカン・ドジュン、イ・ミョンファン、チャン・インジュの恩師であり、ドジュンの謀殺に関しては常より心を痛めて悔いていた。同時にミョンファンの行く末も案じており、なんとか彼を正しい道に戻せないものかと働きかけていたが、権力欲に取り憑かれてしまったミョンファンには、その心は通じなかった。
頭部に出来た附骨疽（ふこつそ、化膿性骨髄炎に相当）に倒れ、その外科手術をクァンヒョンが執刀する。附骨疽の除去そのものは成功したが、器具の滅菌処置が不十分で破傷風を発症し、命を落とす。破傷風の兆候が見られた際に王（顕宗）に謁見し、「決してこのことで誰も罰しないで欲しい」と嘆願していた。コ・ジュマンの死によって、クァンヒョンは朝鮮から清国へ逃れることになる。
- ユン・テジュ - チャン・ヒウン

医生、後に恵民署の医官。コ・ジュマンの前に首医であった父を持つユン家の後継ぎでクァンヒョンの友人。王様の治療に貢献した功績により判官(パンガン)に出世した。
- パク・テマン - ユン・ボンギル

医生、後に恵民署の医官。人気雑炊屋「武橋湯飯（ムギョタンバン）」の女将チュ・イノクの子でクァンヒョンの友人。気さくな態度は母譲りで、少し小心者な所もあるが努力家でもある。クァンヒョンに対しても医生選抜試験の頃から親しげに接してくれた。
- ソ・ガヨン（カヨン） - オム・ヒョンギョン

サアムの弟子で、後に恵民署の医女。男のような身なりと話し方をし、目上の人物にも遠慮が無い。腕力も男勝り。清国に滞在していた際に街で出会ったソンハの紳士的な態度や、整った顔立ちに『彫刻』と呼んで一目ぼれしていた。クァンヒョンの姉弟子だが、クァンヒョンがサアムの教えを早々と修めてしまったために「ペク兄」と呼んでいる。
- シン・ビョンハ - シン・グク

恵民署の医官、後に恵民署の署長。世子の治療に失敗したミョンファンがクァンヒョンを邪魔しようとした際には言い返すなど、長いものには巻かれない人物。コ・ジュマンの部下で、外科治療にも関心を寄せていた。
- イ・ヒョンイク - チョ・ドクヒョン

内医院医官。ジャジョムの部下。仁祖の命を受け、昭顕世子の暗殺に携わった。

### その他の人々
- サアム道人 - チュ・ジンモ

クァンヒョンとカヨンの師匠で、インジュ、ウンヒョクの元師匠。外科手術の優れた腕を持つ名医であるが、各地を転々としていた。幼いころのクァンヒョンが瀕死の重傷を負って牧場に流れ着いたときにけがの治療を行っている。
青年期のクァンヒョンとは、コ・ジュマンがサアムを探せと言い残していたことがきっかけで再び出会うことになった。
中盤ではクァンヒョンの外科手術の腕が自分以上であることを認め、迷いのあるクァンヒョンに助言を行った。
実在した舎厳道人という外科医がモデル。史実の舎厳道人は許俊（ホ・ジュン）、李済馬（イ・ジェマ）と並ぶ『医聖』として知られている。
- チェ・ヒョンウク - ユン・ジノ

外科手術を行う謎の医者として登場。原本が失われた外科手術に関する医学書『治腫指南』の写本を所有し、時に自らの医術を試すために患者を実験台のように扱ったり、死体を解剖するなどした。かつてはサアムの弟子であったが、医術が優れているにもかかわらず、ある出来事をきっかけに非人道的な行為に手を染めるようになったために破門された経歴を持つ。
- チュ・ギベ（キペ） - イ・ヒド

クァンヒョンの馬医としての師匠。クァンヒョンを実の子のように可愛がっている。
- チャボン - アン・サンテ

クァンヒョンの兄貴分の馬医。
- オ・ジャンバク（チャンバク） - メン・サンフン

人気雑炊屋「武橋湯飯（ムギョタンバン）」の料理長。女将のチュ・イノクに懸想している。かつては宮廷料理人だったが、酒に酔って騒動を起こしたため流刑に処された過去を持つ。配流先の島で生活していたときに、ペク・ソックから幼いクァンヒョンに勉強を教えるよう頼まれていた。今もクァンヒョンには「先生」と呼ばれている。
- チュ・イノク - チェ・スリン

人気雑炊屋「武橋湯飯（ムギョタンバン）」の女将。クァンヒョンの友人パク・テマンの母。気さくな性格だが、少し気位の高い所がある。
- ペク・ソック - パク・ヒョックォン

クァンヒョンの養父でチニョンの実父。仕事帰りに人狩りに遭遇してさらわれ、医官が人を鍼で殺す場面（昭顕世子を謀殺するのに先立ち、誘拐してきた者を実験台にするという王室絡みの事件）を目撃してしまい、逃げ出すも無実の罪で追われる身になった。逃亡中に身重の妻を亡くしたが、その治療に当たったカン・ドジュンに「子は救える」と言われてすべてを委ねた。数日後にトジュンが謀殺された際に、トジュンの息子（クァンヒョン）と数日違いで生まれた自身の娘（チニョン）を入れ替え、恩人に報いようとした。このとき入れ替えについてはチャン・インジュにだけ伝えた。
一時期、人の目と追っ手から逃れるため島にいたが、トジュンの血筋に報いる事を目的にクァンヒョンに医学を学ばせようとし、都で暮らそうと引っ越す。都暮らしの中で、クァンヒョンが友達のヨンダルと一緒に鍼で人が殺される現場を目撃したことを告白され、自分が目撃したことにして役所に届け出るが、追っ手をかけられてしまう。この逃走の時にヨンダルをかばい矢を受けて死亡した。死の間際にヨンダルが自分の娘であることに気付くが、そのことを彼女に伝え切る前に息を引き取っている。

## 日本語吹替
NHK BSプレミアムによる吹替キャストは次の通り。
- チョ・スンウ…青木強[2]
- イ・ヨウォン…甲斐田裕子[3]
- ユソン…安永亜季[4]
- ソン・チャンミン…山路和弘
- イ・サンウ…玉木雅士
- キム・ソウン…下山田綾華
- ハン・サンジン…てらそままさき
- チョ・ボア…坂井恭子
- チュ・ジンモ…髙橋耕次郎
- オム・ヒョンギョン…もたい陽子
- イ・ヒド…佐々木睦
- アン・サンテ…内田岳志
- メン・サンフン…後藤哲夫

## スタッフ
- 演出：イ・ビョンフン、チェ・ジョンギュ
- 脚本：キム・イヨン

## 受賞
2012 MBC演技大賞
- 大賞 （チョ・スンウ）
- 特別企画の部門 男子最優秀演技賞 （チョ・スンウ）
- 特別企画の部門 男子優秀演技賞 （イ・サンウ）
- 女優新人賞 （キム・ソウン）